# Laura Brent
Laura Brent, est une actrice australienne, née le 2 mai 1988 à Melbourne (Victoria, Australie).
Elle est surtout connue pour son rôle de Lilliandil dans Le Monde de Narnia : L'Odyssée du Passeur d'Aurore.

## Biographie
Née à Melbourne, Laura Brent a fréquenté l'Institut national d'art dramatique (Australie), où elle a suivi une formation d'actrice et de chanteuse et a obtenu son diplôme en 2007. Elle a fait sa première apparition à l'écran dans le court-métrage Message from the CEO (2009) et a ensuite été invitée dans les séries télévisées australiennes Chandon Pictures, Legend of the Seeker : L'Épée de vérité et Rescue : Unité Spéciale. En 2010, elle accède à la célébrité internationale en incarnant Lilliandil dans le troisième volet de la série de films Le Monde de Narnia : L'Odyssée du Passeur d'Aurore.
Dans le reboot de Mortal Kombat, elle a joué le rôle d'Allison Young, l'épouse du protagoniste du film, Cole Young.

## Filmographie

### Film
- 2010 : Le Monde de Narnia : L'Odyssée du Passeur d'Aurore : Lilliandil
- 2011 : Burning Man : Nurse #3
- 2011 : My Best Men[6] : Mia Ramme
- 2012 : Not Suitable for Children : Erica
- 2014 : Healing: Stacey
- 2018 : La Malédiction Winchester : Ruby
- 2021 : Mortal Kombat

### Télévision
- 2009 : Chandon Pictures : Sarah
- 2010 : Legend of the Seeker : L'Épée de vérité : Dahlia
- 2010 : Rescue : Unité Spéciale : Katrina Whitney
- 2011 : Wild Boys : Charlotte Kenealty
- 2014 : ANZAC Girls : Sister Elsie Cook
- 2016 : Transylvania : Victoria

### Court métrage
- 2009 : Message from the CEO : Girlfriend
- 2012 : Anima : Joselyn Murphy